# Tutto è musica
Pour plus de détails, voir Fiche technique et Distribution.
Tutto è musica est un film musical italien réalisé par Domenico Modugno et sorti en 1963.

## Synopsis
Il s'agit d'un film autobiographique, écrit par Modugno avec Franco Migliacci et Tonino Valerii. Le film raconte l'histoire vraie et fausse de Domenico Modugno. Toutes les chansons à succès du célèbre auteur-compositeur-interprète accompagnent son ascension. Entre autres épisodes, la rencontre de deux garçons lui inspire la chanson Piove (ciao ciao bambina).
La bande originale du film est publiée sur l'album du même nom.

## Fiche technique
- Titre original : Tutto è musica[1]
- Réalisation : Domenico Modugno
- Scénario : Ruggero Maccari, Ettore Scola, Giovanni Grimaldi, Franco Migliacci, Domenico Modugno, Tonino Valerii
- Photographie : Gábor Pogány
- Montage : Roberto Cinquini
- Musique : Domenico Modugno (dirigé par Ennio Morricone)
- Décors : Pasquale Romano
- Costumes : Pasquale Romano
- Production : Domenico Modugno
- Studio de production : Emme Film
- Pays de production :  Italie
- Langue originale : italien
- Format : couleurs par Technicolor - 1,85:1 - Son mono - 35 mm
- Genre : Film musical
- Durée : 85 minutes
- Dates de sortie :
  - Italie : 18 août 1963

## Distribution
- Domenico Modugno : lui-même
- Stefano Conti : Tizio
- Paolo Bergamaschi : Franco
- Paola Del Bosco (it) : Tazia
- Giustino Durano : Kurt
- Franco Franchi : Paolo
- Ciccio Ingrassia : Anémie